# Bunsenbrännare

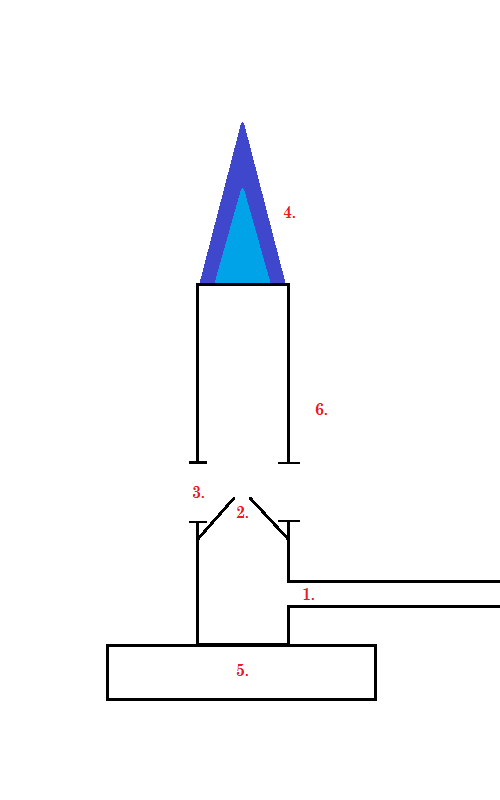
Figur 1. En simplifierad figur av en bunsenbrännare.
1 = gasingång för bränslet;
2 = avsmalnande mynning;
3 = gasingång för luft;
4 = förbränningslågan (mörkblå färg representerar lågans yttre kon och ljusblå färg representerar lågans inre kon);
5 = metallbasen;
6 = metalltuben.
Baserad på information ur

Bunsenbrännaren är en gasbrännare där luft och bränsle blandas före förbränningen. Ett optimalt förhållande mellan tillförsel av bränsle och luft gör förbränningen fullständig varvid gaslågan blir nästan färglös och mycket het, vilket är gynnsamt för bland annat spektroskopiska experiment. 
Brännaren är uppkallad efter professor Robert Wilhelm Bunsen i Heidelberg. Den bygger bland annat på en tidigare gasbrännare konstruerad av Michael Faraday och är utvecklad av Bunsens laboratorieassistent Peter Desaga. Brännaren skapades med syftet att användas som ett laboratorieredskap.

## Historia
Under mitten av 1800-talet gjordes framsteg inom spektroskopin, bland annat tack vare Robert W. Bunsen (1811-1899) och Gustav Kirchhoff (1824-1887). De två forskarna skapade exempelvis det första spektroskopet, och med dess hjälp identifierade och namngav de två olika grundämnen (cesium år 1860 and rubidium år 1861).
Analysmetoden de använde sig av kallas för ett flamtest, då ämnen (främst metalljoner) kan identifieras genom undersökning av ämnenas fluorescens, där energin tillförs av en flamma. Mer specifikt identifieras ämnena genom analys av det ljus som skickas ut från ämnets förångande atomer eller molekyler efter att de har exciterats av värmen från olika typer av lågor. Dock låg det problematik i att de existerade spektroskopen under mitten av 1800-talet ofta orsakade bakgrundsbrus i och med att flera lysande sotpartiklar skapades på grund av spektroskopens ofullständiga förbränningar och lågornas värme, vilket negativt påverkade spektralanalysen.
Därav gav Robert W. Bunsen (nyinsatt professor vid Heidelbergs universitet och med finansiella resurser) Peter Desdega (universitetets instrumentmakare) i uppgift att skapa honom en bättre gasbrännare, vilken skulle verka för standardisering av spektroskopin. Peter Desdega baserade troligtvis den slutgiltiga modellen på tidigare modeller som också använder sig av “Venturieffekten”; en av Michael Faraday från 1827 och en patenterad av gasingenjören R. W. Elsner 1856. År 1857 beskrev Robert W. Bunsen den nya modellen i en publikation. Denna modell av brännare var framgångsrik i att skapa en sotfri, nästan färglös låga med hög temperatur och konstant storlek, och som därav inte negativt påverkade spektralanalysen.

## Konstruktion och funktion
Simplifierat består bunsenbrännaren av en lång metalltub fäst i en metallbas, där basen har minst två gasingångar med ventiler som kan variera gasflödet; en för lågans bränsle och en för den omringande luften. Dessa två ingångar leder till två respektive kammare i basen, vilka är separerade med en mynning. Det är tack vare denna mynning som brännarens speciella låga kan skapas.
Bunsenbrännaren är baserad på "Venturieffekten", vilken säger att när en vätska (eller gas) rör sig genom en avsmalnande mynning så ökar dess hastighet samtidigt som dess tryck minskas. Detta medger att när vätskan (eller gasen) rör sig genom mynningen, kan den dra annan vätska (eller gas) från ett sidorör. När bränslet därav förs in i metallbasen och tvingas uppåt i metalltuben igenom den avsmalnande mynning, där bränslet vid mynningens topp också kommer i kontakt med luften, kommer bränslet att dra åt sig den omringande luften. Detta skapar en uppåtgående blandning av bränsle och luft, en förbränningsblandning, vilken därefter kan antändas vid metalltubens topp. Denna metod att skapa ett luftflöde kallas också för ejektor.
Det är tack vare att bränslet och syret blandas före förbränningen (och att förbränningen därav är fullständig) som lågan blir sotfri och nästan färglös, samt att lågan har en högre temperatur än om den skulle skapats i stilla kontakt med den omringande luften. Det kan förklaras med principen att en ökad kontaktyta mellan reaktanter ger en ökad reaktionshastighet. När förbränningen därav får en högre reaktionshastighet, medger det även en högre värmeproduktion vilket kommer ge en ökad temperatur hos lågan.
Lågans temperatur kan även varieras. Ventilerna på metallbasen ger möjligheten att kontrollera substansmängdförhållandet och kontaktytan mellan bränslet och syret, och därav fullständigheten hos förbränningen. Optimal förbränning sker vid ett 1:3 förhållande mellan bränsle och syre, och ger den högsta temperaturen på ca 1500 °C vid toppen av lågans inre kon (se Figur 1).

## Användningsområden
Bunsenbrännaren är ett laboratorieredskap och används främst till uppvärmning i olika former vid kemiska experiment.
| Titel på experimentet                        | Sammanfattning av experimentet | Bunsenbränarens användning inom experimentet |
| -------------------------------------------- | --- | -------------------------------------------- |
| "Bestämning av halten kristallvatten i alun" | Med kristallvatten åsyftas saltkristaller som efter indunstning fortfarande innehåller vattenmolekyler, i experimentet bestäms halten (substansmängdförhållandet) av kristallvatten i alun (kaliumaluminiumsulfat) | Uppvärmning                                  |
| "Undersökning av lågfärger"                  | Experimentet är ett flamtest. Olika grundämnen sänder ut olika färger av synligt ljus när dessa atomer exciteras, i experimentet visas detta genom att tillföra energi i form av värme från bunsenbrännaren        | Tillförsel av energi                         |

I laborationslokaler kan även flera bunsenbrännare vara sammankopplade och dela gastillförsel. Anledningen är troligtvis att genom att ha en gemensam gaskälla, finns det också en central på och av-knapp som snabbt kan bryta tillförseln vid en olycka.

## Bilder

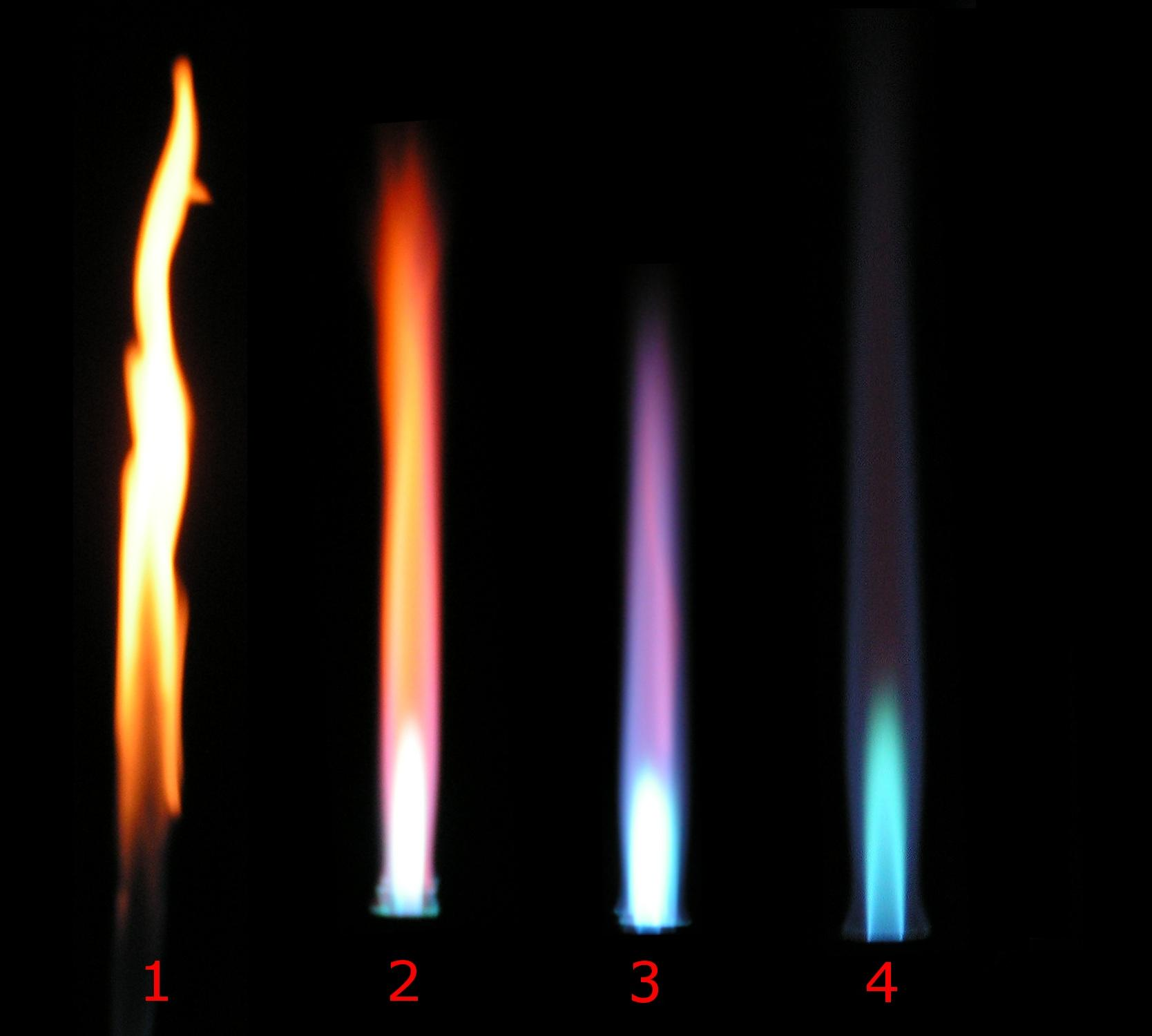
Varierande lågor hos bunsenbrännaren beroende på syretillförsel (från ingen syretillförsel alls längst till vänster, till maximal syretillförsel till höger)
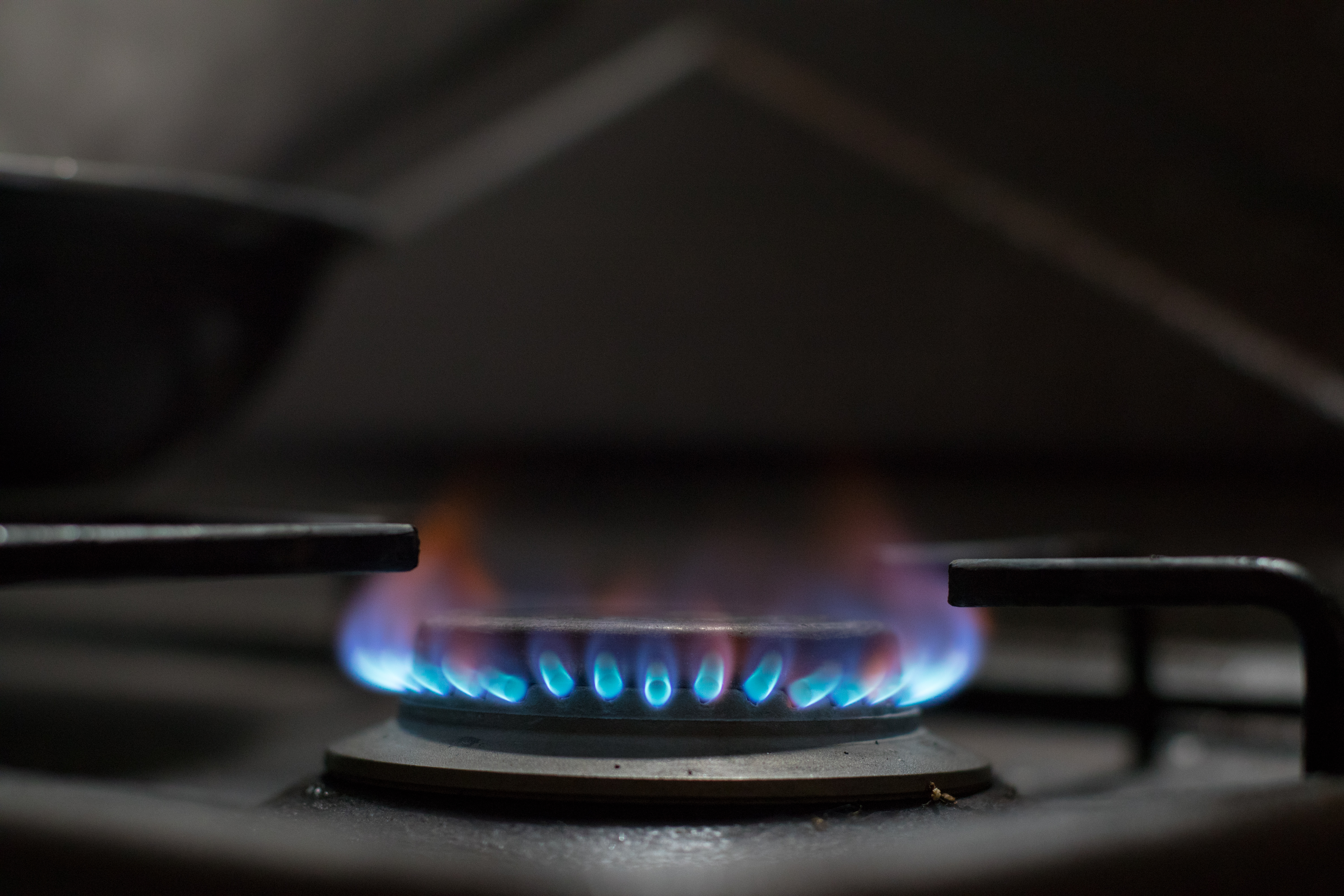
En gasspis. Gasspisar bygger på samma principer som bunsenbrännaren